# Дюссельдорфская обсерватория
Дюссельдорфская обсерватория (нем. Sternwarte Düsseldorf) — частная астрономическая обсерватория в дюссельдорфском районе Бильк, основанная в 1843 году Иоганном Фридрихом Бенценбергом для собственных наблюдений. Обсерватория была разрушена в 1943 году во время бомбардировок. Бенценберг называл свою обсерваторию «Шарлотта».

## Руководители обсерватории

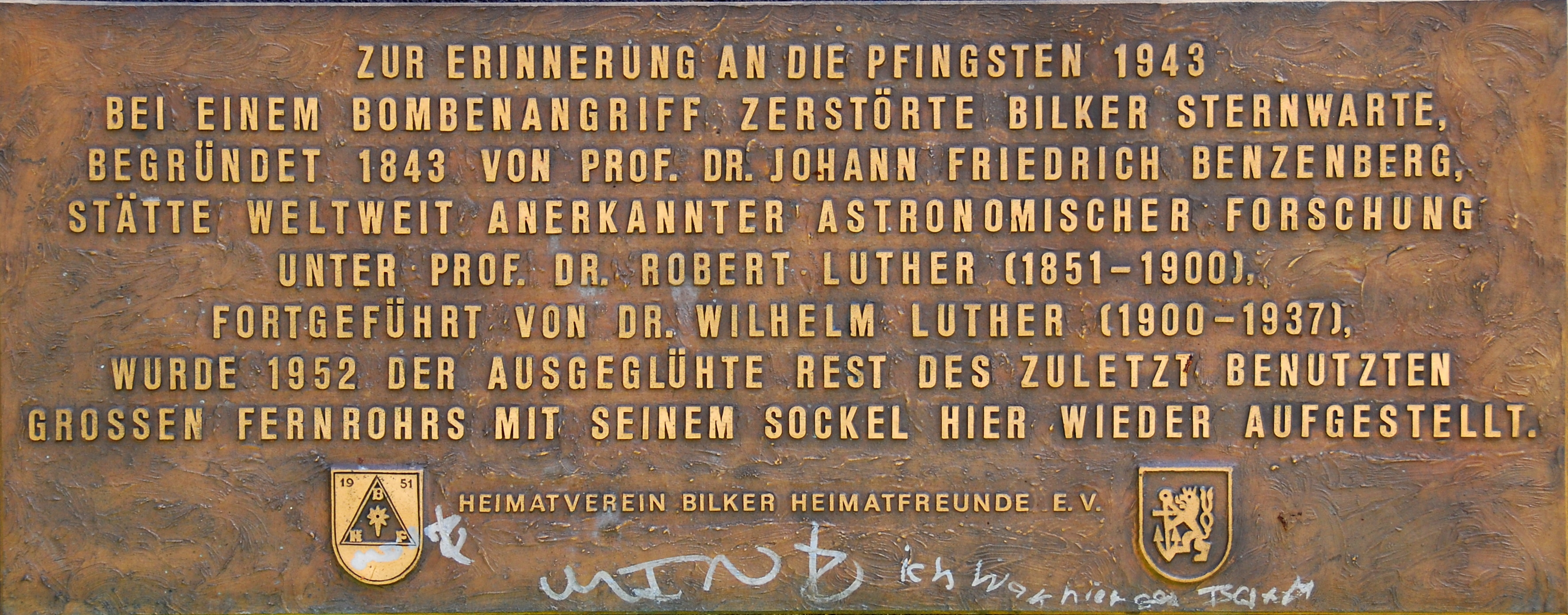
Памятная табличка на месте бывшей обсерватории Дюссельдорф

- 1843—1846 — Бенценберг, Иоганн Фридрих
- 1847—1851 — Франц Брюннов
- 1851—1900 — Лютер, Карл Теодор Роберт
- 1900—1937 — Вильям Лютер (сын Карла Лютера)

## История обсерватории
В 1843 году Иоганн Фридрих Бенценберг построил астрономическую обсерваторию рядом с Дюссельдорфом для проведения самостоятельных наблюдений. Основным инструментом обсерватории являлся рефрактор с фокусным расстоянием 1800 мм. После смерти Бенценберга в 1846 году обсерватория была завещана городу. C 1847 года директором обсерватории был Франц Фридрих Эрнст Брюннов. В 1851 году Brünnow уезжает в Берлинскую обсерваторию. В период с 1852 года по 1890 год Карл Теодор Роберт Лютер, новый руководитель обсерватории, открыл 24 астероида: от (17) Фетиды 17 апреля 1852 года, до (288) Главка 20 февраля 1890 года. Эти астероиды называются «24 Дюссельдорфские планеты». В 1874 году Карлу Бамбергу был заказан большой экваториал для Дюссельдорфской обсерватории. Обсерватория была разрушена во время бомбардировок в 1943 году. Астероид (4425) Билк назван в честь обсерватории. Рядом с местом, где ранее находилась обсерватория был установлен памятник в виде сгоревшего телескопа после бомбардировок.

## Инструменты обсерватории
- Рефрактор (D = ?, F = 1800мм)

## Направления исследований
| (17) Фетида     | 17 апреля 1852   |
| (26) Прозерпина | 5 мая 1853       |
| (28) Беллона    | 1 марта 1854     |
| (35) Левкофея   | 19 апреля 1855   |
| (37) Фидес      | 5 октября 1855   |
| (47) Аглая      | 15 сентября 1857 |
| (53) Калипсо    | 4 апреля 1858    |
| (57) Мнемозина  | 22 сентября 1859 |
| (58) Конкордия  | 24 марта 1860    |
| (68) Лето       | 29 апреля 1861   |
| (71) Ниоба      | 13 августа 1861  |
| (78) Диана      | 15 марта 1863    |
| (82) Алкмена    | 27 ноября 1864   |
| (84) Клио       | 25 августа 1865  |
| (90) Антиопа    | 1 октября 1866   |
| (95) Аретуса    | 23 ноября 1867   |
| (108) Гекуба    | 2 апреля 1869    |
| (113) Амальтея  | 12 марта 1871    |
| (118) Пейто     | 15 марта 1872    |
| (134) Софросина | 27 сентября 1873 |
| (241) Германия  | 12 сентября 1884 |
| (247) Эвкрата   | 14 марта 1885    |
| (258) Тихея     | 4 мая 1886       |
| (288) Главка    | 20 февраля 1890  |

- Астрометрические наблюдения звезд (Бенценберг) — ?
- Поиск новых астероидов (Лютер, Карл Теодор Роберт)
- C 1854 по 1857 года проверка звездного каталога (Лютер, Карл Теодор Роберт)

## Основные достижения
- Открытие 24 астероидов во второй половине XIX века.

## Известные сотрудники
- Шмидт, Иоганн Фридрих Юлиус — в 1845 году был ассистентом Бенценберга в обсерватории Дюссельдорф

## Адрес обсерватории
- Обсерватория находилась рядом с церковью Санкт-Мартин по адресу: Бахштрассе д. 8, г. Дюссельдорф